# Austromyrtus kanalaensis
Austromyrtus kanalaensis là một loài thực vật có hoa trong Họ Đào kim nương. Loài này được (Hochr.) Burret mô tả khoa học đầu tiên năm 1941.